# 45261 Декоен
45261 Декоен (45261 Decoen) — астероїд головного поясу, відкритий 2 січня 2000 року.
Тіссеранів параметр щодо Юпітера — 3,447.